# 六亀区

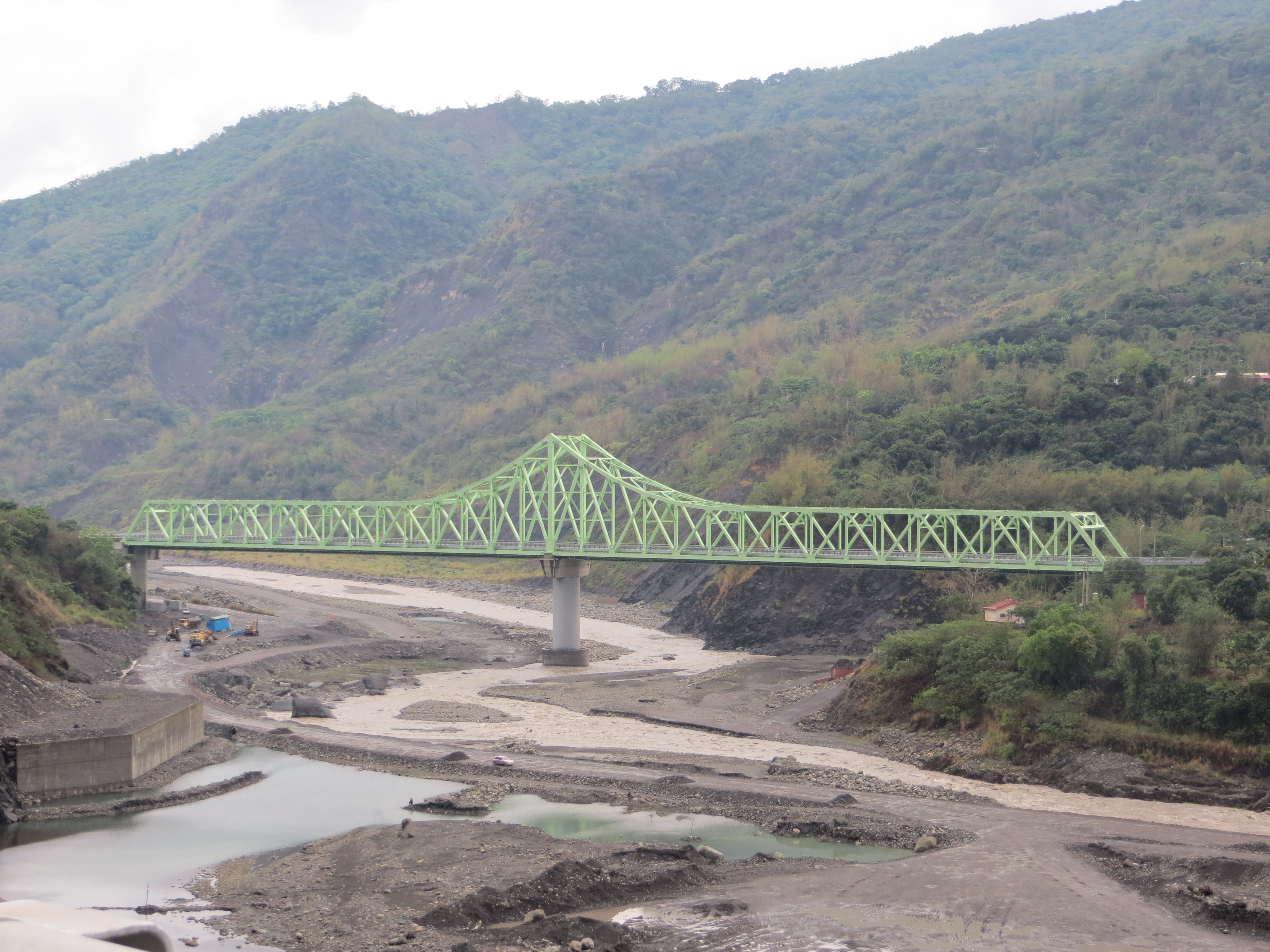
荖濃渓に架かる新発大橋

六亀区（リウグイ/ろっき-く）は、高雄市の市轄区。

## 地理
六亀区は高雄市東北部に位置し、東は桃源区、茂林区と、西は甲仙区、杉林区、美濃区と、南は屏東県高樹郷とそれぞれ接している。屏東平原と中央山脈の境界に位置し、荖濃渓左岸の六亀河岸段丘に位置している。熱帯モンスーン気候に属し高温多湿な気候であり、年間平均気温は23℃、年間降水量は1,500から2,000mmである

## 行政区
| 里                                                                                             |
| ---------------------------------------------------------------------------------------------- |
| 新寮里、新威里、新興里、文武里、義宝里、六亀里、大津里、中興里、興龍里、新発里、荖濃里、宝来里 |

## 歴代区長
| 代 | 氏名 | 退任日 |
| -- | ---- | ------ |

## 教育

### 高級中学
- 高雄市立六亀高級中学

### 国民中学
- 高雄市立六亀高級中学附属国民中学
- 高雄市立宝来国民中学

### 国民小学
| - 高雄市六亀区六亀国民小学 - 高雄市六亀区荖濃国民小学 - 高雄市六亀区新発国民小学 | - 高雄市六亀区新威国民小学 - 高雄市六亀区龍興国民中学 - 高雄市六亀区宝来国民中学 |

## 交通
| 種別 | 路線名称 | その他   |
| ---- | -------- | -------- |
| 省道 | 台20線   | 南横公路 |
| 省道 | 台27線   | 新発公路 |
| 省道 | 台27甲線 |          |
| 省道 | 台28線   | 旗六公路 |

## 観光
- 宝来温泉
- 荖濃渓（中国語版）
- 扇平森林遊楽区（中国語版）
- 彩蝶谷
- 十八羅漢山（中国語版）
- 三合橋
- 妙通寺